# Hrvatsko domobranstvo
La Hrvatsko domobranstvo (Guardia nazionale croata) fu l'esercito parte delle forze armate dello Stato Indipendente di Croazia che esistette durante la seconda guerra mondiale.

## Formazione
La Guardia nazionale croata venne fondata nell'aprile del 1941, pochi giorni dopo la fondazione dello Stato Indipendente di Croazia (NDH) stesso, in seguito al crollo del Regno di Jugoslavia. Venne creata con l'autorizzazione delle autorità di occupazione tedesche. Il compito delle nuove forze armate croate era quello di difendere il nuovo Stato sia contro i nemici stranieri che interni.
Il suo nome venne preso dalla vecchia Reale Guardia nazionale croata - sezione croata della Reale Landwehr ungherese componente dell'esercito austro-ungarico.

## Organizzazione

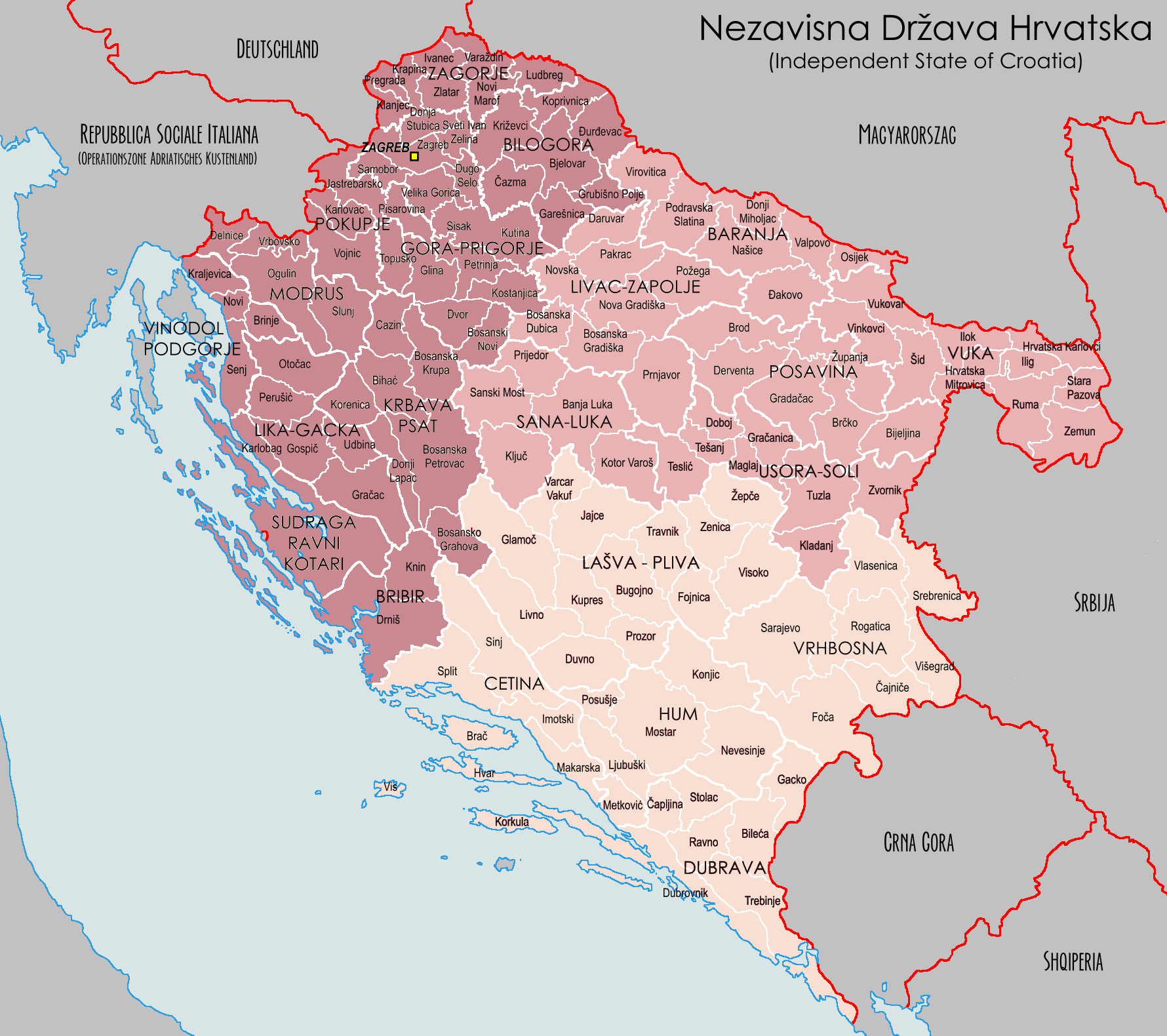
Divisioni dei Corpi d'armata della Guardia nazionale Croata

La Guardia nazionale Croata venne originariamente limitata a 16 battaglioni di fanteria e due squadroni di cavalleria - 16.000 uomini in totale. Gli originali 16 battaglioni vennero presto allargati a 15 reggimenti di fanteria di due battaglioni ciascuno tra maggio e giugno 1941, organizzati in cinque comandi divisionali, circa 55.000 uomini. Le unità di supporto includevano 35 carri armati leggeri ex jugoslavi restituiti dall'Italia, quattro battaglioni del Genio, 10 battaglioni di artiglieria (dotati di armi di 105 mm di origine ceca catturate al Regio Esercito jugoslavo), un reggimento di cavalleria a Zagabria e un battaglione di cavalleria indipendente a Sarajevo. Due battaglioni di fanteria motorizzata indipendenti erano situati rispettivamente a Zagabria e a Sarajevo.
L'esercito alle prime armi schiacciò la rivolta dei serbi nell'Erzegovina orientale nel mese di giugno, e combatté nel mese di luglio nella Bosnia orientale ed occidentale. Essi combatterono di nuovo nell'Erzegovina orientale, quando i battaglioni croato-dalmati e slavoni rinforzarono le unità locali. Entro la fine del 1941 le forze militari del NDH consistevano in 85.000 guardie nazionali e di circa 6.000 poliziotti della polizia nazionale.
Nel gennaio del 1942 costrinse i partigiani nella Bosnia orientale a ritirarsi nel Montenegro, ma non poté evitare la loro successiva avanzata nella Bosnia occidentale. Chiaramente le divisioni di fanteria convenzionali erano troppo ingombranti, e così nel mese di settembre 1942 vennero costituite quattro brigate di montagna appositamente progettate (dalla 1ª alla 4ª); ciascuna aveva due reggimenti per un totale di quattro battaglioni da 1.000 uomini, compagnie a cavallo e di mitragliatrici, un gruppo d'artiglieria di due cannoni, 16 mitragliatrici leggere e 16 pesanti, e sei mortai. Vennero istituiti anche due reggimenti di volontari ed una Brigata mobile della Gendarmeria; ma nel novembre 1942 i partigiani avevano occupato il nord della Bosnia e l'esercito poteva mantenere solo le città principali e le vie di comunicazione, abbandonando la campagna.
Durante il 1943 vennero istituite quattro Brigate Jäger (dalla 5ª all'8ª), ciascuna con quattro battaglioni da 500 uomini ciascuno in due reggimenti e un gruppo di artiglieria, attrezzato per il terreno collinare. La Guardia nazionale raggiunse la dimensione massima alla fine del 1943, quando ebbe 130.000 uomini.
Nel 1944 l'esercito croato aveva 90.000 uomini, anche se solo 20.000 erano soldati da combattimento in prima linea, organizzati in tre brigate di montagna, quattro Jäger e otto di guarnigione statiche, e la 1ª Divisione d'Addestramento Reclute.
La Guardia nazionale croata comprendeva anche una forza aerea, l'aeronautica dello Stato Indipendente di Croazia (Zrakoplovstvo Nezavisne Države Hrvatske, o ZNDH), di cui la spina dorsale venne fornita da 500 ufficiali e 1.600 sottufficiali dell'ex Reale aeronautica jugoslava con 125 velivoli. Nel 1943 la ZNDH era forte di 9.775 uomini e dotata di 295 velivoli.
La piccola marina dello Stato Indipendente di Croazia era limitata da un trattato speciale con l'Italia fascista. La Marina comprendeva alcune imbarcazioni fluviali e, dal 1943, motovedette costiere. Dopo l'armistizio italiano la Marina croata venne ampliata, ma la perdita di un alleato indebolì ulteriormente lo Stato croato.

### Struttura di comando
La Guardia nazionale era sotto il comando del Ministero della Guardia nazionale della Croazia, nel 1943 rinominato Ministero delle Forze armate (MINORI). I ministri furono:
- Slavko Kvaternik (10 aprile 1941–4 gennaio 1943)
- Ante Pavelić (4 gennaio 1943–2 settembre 1943)
- Miroslav Navratil (2 settembre 1943–29 gennaio 1944)
- Ante Vokić (29 gennaio 1944–30 agosto 1944)
- Nikola Steinfel (30 agosto 1944–8 maggio 1945)

La Guardia nazionale ebbe anche il suo stato maggiore. I capi di stato maggiore inclusero:
- Vladimir Laxa (giugno 1941–agosto 1942)
- Ivan Prpić (1942–1943)[10]
- Fedor Dragojlov (1943–1944)

## Punti deboli
Nonostante fosse più armata e avesse la logistica e l'infrastruttura migliori di tutte le formazioni militari nazionali nei Balcani della seconda guerra mondiale, la Guardia nazionale croata non riuscì a diventare una forza combattente efficiente per una serie di motivi.
La ragione più immediata fu la mancanza di ufficiali professionisti. Anche se numeri inizialmente significativi di ufficiali di etnia croata del vecchio esercito jugoslavo si unirono alla Guardia nazionale Croata, la maggior parte non lo fece del tutto volontariamente, diffidando del nuovo regime fantoccio ustascia. Invece, i gradi più alti vennero riempiti da presumibilmente più affidabili ex ufficiali austro-ungarici. Quegli uomini erano molto anziani, in pensione e in generale avevano scarsa conoscenza della guerra moderna. Le autorità del NDH cercarono di porre rimedio a ciò formando scuole ufficiali e con personale giovane addestrato in Italia e in Germania, ma gli effetti di questa politica arrivarono troppo tardi per influenzare l'esito della guerra.
L'altra, più pratica, ragione era la rivalità tra la Guardia nazionale croata e la milizia ustascia (Ustaška vojnica), meno numerosa, ma ancora più affidabile formazione paramilitare. Queste due formazioni non integrarono mai adeguatamente le loro attività e la milizia stava prendendo sempre più gradualmente risorse sottratte alla Guardia nazionale.
Terzo e, forse, più importante motivo, il graduale declino nel sostegno al regime ustascia tra l'etnia croata, prima alimentata dall'abbandono della Dalmazia all'Italia, poi dalla prospettiva delle truppe della Guardia nazionale utilizzate dai tedeschi come carne da cannone sul fronte orientale - una ripetizione della stessa esperienza traumatica della prima guerra mondiale. Questo processo s'intensificò mentre la prospettiva delle potenze dell'Asse, e il NDH con loro, di perdere la guerra era sempre più certa. Il dissenso dei domobranci, sulle politiche sadiche degli ustascia, portò alla vera e propria persecuzione, alla deportazione e all'uccisione dei soldati della Guardia nazionale all'interno del sistema dei campi di concentramento di Jasenovac.

## Defezioni
Già nel 1941, le Guardie nazionali croate venivano infiltrate da gruppi della resistenza. I partigiani jugoslavi, che erano basati su un'ideologia non settaria e avevano la sovranità croata come parte del loro pretesto, riuscirono più volte a fare breccia nella Guardia nazionale che era dominata dai serbi cetnici. Un anno dopo, ciò si manifestò nei comandanti partigiani croati che si riferivano alla Guardia nazionale come loro "deposito di approvvigionamento", essendo la sua fonte affidabile personale di armi, munizioni, forniture generali ed intelligence.

## Le fasi finali
In seguito alla capitolazione dell'Italia nel settembre del 1943 e alle spedizioni di primo soccorso da parte degli alleati occidentali, la situazione militare in Jugoslavia cominciò a spostarsi ancora più drammaticamente a favore dei partigiani. Entro la metà del 1944, molti soldati ed unità della Guardia nazionale cominciarono a schierarsi apertamente con i partigiani, portando ad alcuni casi di defezioni di massa che comprendevano formazioni delle dimensioni di un battaglione e anche alcuni aerei della ZNDH. Entro novembre 1944 le defezioni e le diserzioni, così come la scrematura delle truppe delle Brigate ustascia o della 369ª, della 373ª, e della 392ª cosiddetta Divisione legionaria (divisioni di fanteria della Wehrmacht con truppe croate sotto il comando di un ufficiale tedesco) ridussero le dimensioni della Guardia nazionale croata a 70.000 uomini, meno del suo picco di 130.000 uomini nel 1943.

## Fusione nelle Forze Armate croate
Il governo del NDH, sotto forte pressione tedesca, reagì formalmente integrando la Guardia nazionale croata e la milizia ustascia. Vennero nominati nuovi e più affidabili ufficiali e vennero introdotte misure draconiane per aumentare la disciplina e prevenire ulteriori defezioni. Di conseguenza, nel maggio del 1945, le forze armate del NDH in totale contavano 200.000 uomini.
L'esercito dello Stato Indipendente di Croazia venne organizzato nel novembre 1944 per unire le unità degli ustascia e della Guardia nazionale croata in 18 divisioni, che comprendevano 13 divisioni croate di fanteria, due di montagna, due d'assalto e una di rimpiazzo, ognuna con il suo organico d'artiglieria e di altre unità di supporto. C'erano anche diverse unità corazzate, dotate alla fine del 1944 con 20 Pz IIIN e 15 carri medi Pz IVF e H. Dai primi del 1945, le divisioni croate vennero assegnate a vari corpi d'armata tedeschi e dal marzo 1945 tenevano il fronte meridionale. A mettere in sicurezza le aree della retroguardia vi erano circa 32.000 uomini della Gendarmeria croata (Hrvatsko Oruznistvo), organizzati in cinque reggimenti volontari di polizia più 15 battaglioni indipendenti, dotati di armi standard di fanteria leggera, tra cui mortai.
L'Aeronautica dello Stato Indipendente di Croazia e le unità della Legione aerea croata (Hrvatska Zrakoplovna Legija, o HZL), tornata dal servizio sul fronte orientale, fornirono un certo livello di supporto aereo (d'attacco, caccia e da trasporto) fino al maggio del 1945, incontrando e talvolta sconfiggendo gli aerei nemici della Royal Air Force britannica, della United States Air Force e dell'Aeronautica sovietica. Sebbene il 1944 fosse stato un anno catastrofico per la ZNDH, con perdite di aeromobili, pari a 234, principalmente a terra, essa entrò nel 1945 con 196 aerei. Ulteriori consegne di nuovi aerei dalla Germania continuarono nei primi mesi del 1945 per sostituire le perdite. L'aprile del 1945 vide le consegne finali degli aggiornati aerei da combattimento tedeschi Messerschmitt 109G e K e la ZNDH aveva ancora 176 aerei nella sua forza nell'aprile del 1945.
Entro la fine di marzo 1945, era ovvio al comando dell'esercito croato che, anche se la facciata era rimasta intatta, sarebbero alla fine stati sconfitti per pura mancanza di munizioni. Per questo motivo, venne presa la decisione di ritirarsi in Austria, al fine di arrendersi alle forze britanniche che avanzavano dal nord dell'Italia.
Nel mese di maggio 1945, in seguito all'offensiva partigiana finale e al crollo del NDH, le unità rimanenti della Guardia nazionale si unirono alle altre forze dell'Asse e ai profughi civili nell'ultimo disperato tentativo di cercare rifugio tra gli alleati occidentali. Ciò provocò molte vittime della Guardia nazionale nel successivo Massacro di Bleiburg e durante il quale i partigiani vittoriosi mostrarono poca pietà o addirittura tendenza a trattare i prigionieri della Guardia nazionale separatamente dagli ustascia catturati. Quelle guardie nazionali che sopravvissero alla prova, così come i membri delle loro famiglie, furono per lo più trattati come cittadini di seconda classe nella Jugoslavia di Tito, anche se ci furono alcune eccezioni, in particolare con il leggendario giornalista sportivo Mladen Delić. Nel 1945 i partigiani distrussero il cimitero centrale della Guardia nel Cimitero di Mirogoj a Zagabria.

## Uniformi e gradi militari

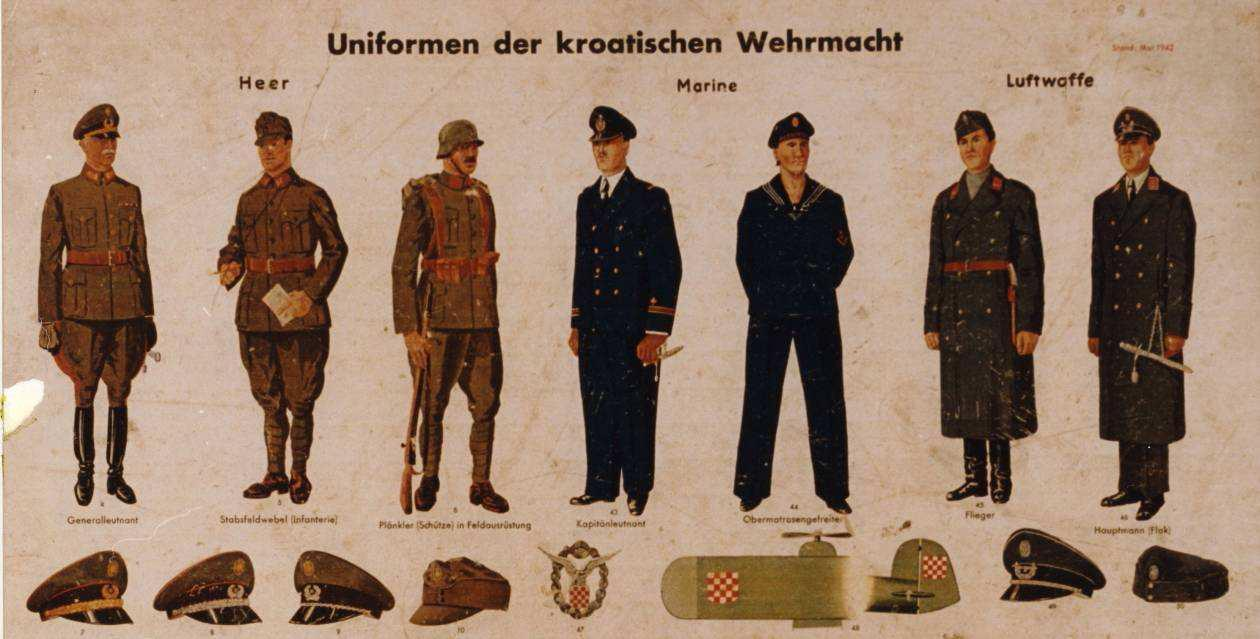
Uniformi della guardia nazionale croata. Da sinistra a destra: Esercito propriamente detto, Marina, Aeronautica.

| Insegna collare            | Grado militare                                          | Traduzione                                                         |
| -------------------------- | ------------------------------------------------------- | ------------------------------------------------------------------ |
|                            | Vojskovođa                                              | Maresciallo di campo                                               |
|                            | General Pješaštva General Topništva General Konjaništva | Generale di fanteria Generale d'artiglieria Generale di cavalleria |
|                            | Podmaršal                                               | Tenente generale                                                   |
|                            | General                                                 | Maggior generale                                                   |
|                            | Pukovnik                                                | Colonnello                                                         |
|                            | Podpukovnik                                             | Tenente colonnello                                                 |
|                            | Bojnik                                                  | Maggiore                                                           |
|                            | Nadsatnik                                               | Capitano senior                                                    |
|                            | Satnik                                                  | Capitano                                                           |
|                            | Natporučnik                                             | Tenente                                                            |
|                            | Poručnik                                                | Sottotenente                                                       |
|                            | Zastavnik                                               | Warrant Officer 1                                                  |
|                            | Časnički namjesnik                                      | Warrant Officer 2                                                  |
|                            | Stožerni Narednik                                       | Sergente scelto                                                    |
|                            | Narednik                                                | Sergente                                                           |
|                            | Vodnik                                                  | Vice sergente                                                      |
|                            | Razvodnik                                               | Caporale                                                           |
|                            | Desetnik                                                | Vice caporale                                                      |
|                            | Domobran                                                | Guardia nazionale (Soldato)                                        |
| Fonte: Uniforminsignia.org |                                                         |                                                                    |

## Personale

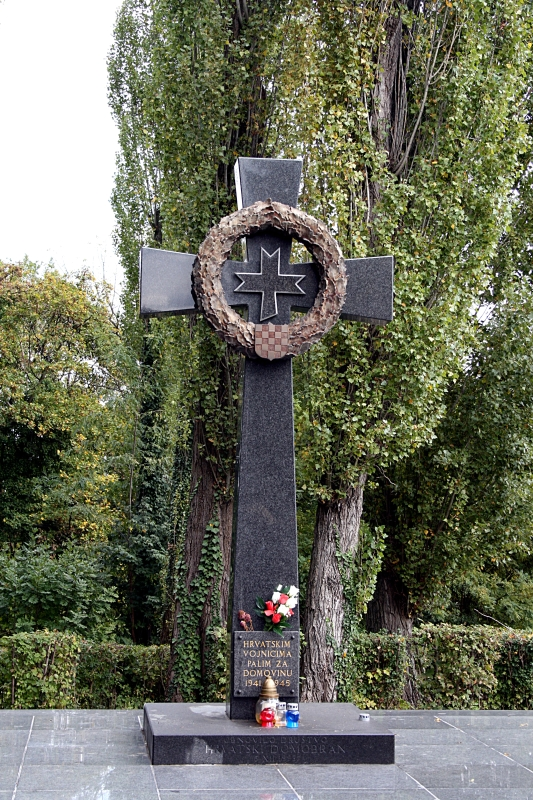
Memoriale della Guardia Interna Croata nel Cimitero di Mirogoj

- Fedor Dragojlov – Colonnello-generale e capo di stato maggiore
- Mihajlo Lukić – Generale
- Franjo Šimić – Colonnello
- Mato Dukovac – Asso pilota

### Generali
Uccisi in azione
- Salko Alikadić (Kladanj, 18 marzo 1896 – Doboj, 16 novembre 1941)
- Eduard Bona Bunić (Ogulin, 14 marzo 1894 – Travnik, 22 ottobre 1944)

Morti di cause naturali durante la seconda guerra mondiale
- Kosta Bader (Zemun, 25 luglio 1874 – Zagabria, 13 marzo 1944)
- Pero Blašković (Karlovac, 25 giugno 1883 – Zagabria, 3 aprile 1945)

Giustiziati in Jugoslavia
- Junuz Ajanović (Žepče, 5 ottobre 1890 – Zagabria, luglio 1945)
- Vilko Begić (Čazma, January 20, 1874 – 1946)
- Oton Čuš (Garešnica, 11 febbraio 1901 – Zagabria, 31 gennaio 1949)
- Stjepan Doležil (Gospić, 2 agosto 1888 – Zagabria, 15 luglio 1945)
- Julije Fritz (Tenja, 4 agosto 1900 – Belgrado 1945)
- Mriko Gregorić (Glina, 4 maggio 1897 – Belgrado, 24 settembre 1945)
- Đuro Gruić (Srijemska Mitrovica, 6 dicembre 1887 – Belgrado, 24 settembre 1945)
- August Gustović (Celovec, 5 febbraio 1889 – Belgrado, giugno 1945)
- Vladimir Laxa
- Josip Solc (Zagabria, 30 gennaio 1898 - Belgrado, 24 settembre 1945)

Morti nelle prigioni jugoslave
- Milan Desović (Pljevlja, 24 aprile 1895 – 1960)
- Franjo Dolački (Sveti Ivan Žabno, 28 gennaio 1884 – Stara Gradiška, 3 dicembre 1950)
- Slavko Stanzer

Fato sconosciuto
- Ćiril Danda (Sarajevo, 19 aprile 1893 – ?)
- Roman Domanik (Sarajevo, 17 maggio 1891 – ?)
- Stjepan Gaščić (Pisarovina, 8 dicembre 1898 – ?)
- Stjepan Grlić (Zagreb, 27 luglio 1894 – ?)

Vissuti in emigrazione
- Rafael Boban (Grude, 22 dicembre 1907 – ?)
- Ivan Brozović (Križevci, 6 febbraio 1891 – Austria, ?)
- Slavko Cesarić (Jastrebarsko, 31 luglio 1897 – Buenos Aires, ?)
- Matija Čanić (Gospić, 1901 – Buenos Aires, 3 maggio 1964)
- Đuro Dragičević (Kalesija, 7 novembre 1890 – Vienna, 28 luglio 1980)
- Fedor Dragojlov (Pančevo, 21 agosto 1881 – Buenos Aires, 8 dicembre 1961)

## La Guardia nazionale nella Croazia attuale

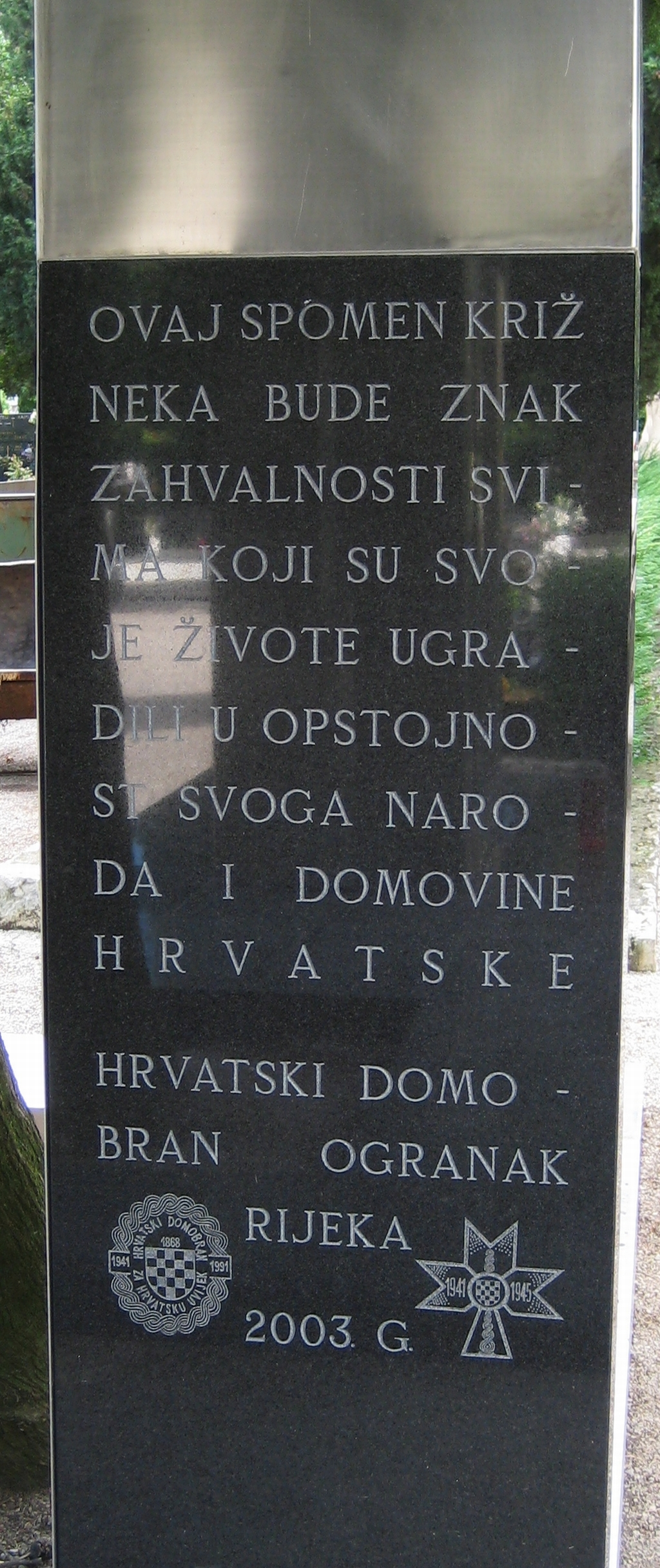
Memoriale inaugurato a Tersatto nel 2003

Come la Croazia acquisì l'indipendenza nel corso delle guerre jugoslave, il nuovo governo sotto la presidenza di Franjo Tuđman iniziò il processo di ricostruzione delle guardie nazionali storiche.
La riabilitazione delle guardie nazionali si riflesse soltanto nelle pensioni e in altri benefici statali ricevuti dalle guardie nazionali sopravvissute. Le guardie nazionali disabilitate durante la guerra ricevettero il riconoscimento di stato nel 1992 pari a veterani partigiani. La Guardia nazionale ricevette anche il riconoscimento da parte del governo di aver aiutato a stabilire la democratica Repubblica di Croazia. Non c'è stato alcun revisionismo storico ufficiale del loro ruolo nella seconda guerra mondiale e la misura dei trattamenti pensionistici è vista solo come misura di sicurezza sociale, perché la maggior parte dei membri sopravvissuti non potevano provvedere a sé stessi sotto il regime comunista, non essendo in grado di ottenere occupazione, ecc.
I reggimenti basati localmente dell'esercito croato sono stati nominati Reggimenti della Guardia (Domobranska pukovnija). Essi vennero creati il 24 dicembre 1991, durante la Guerra della Patria, e cessarono di esistere in una riorganizzazione del 2003.